# Ломаки
Ломаки —  село в Україні, у Лубенському районі Полтавської області. Населення становить 233 осіб. Колишній орган місцевого самоврядування — Хорошківська сільська рада.

## Географія
Село Ломаки знаходиться на лівому березі річки Сула, нижче за течією примикає село Хорошки, на протилежному березі - село Хитці. Річка в цьому місці звивиста, утворює лимани, стариці та заболочені озера.

## Історія
На 1731 у складі Сенчанської сотні Лубенського полку.
12 червня 2020 року, відповідно до розпорядження Кабінету Міністрів України № 721-р «Про визначення адміністративних центрів та затвердження територій територіальних громад Полтавської області», село увійшло до складу Лубенської міської громади.
19 липня 2020 року, в результаті адміністративно - територіальної реформи та ліквідації Лубенського району(1923-2020), село увійшло до складу новоутвореного Лубенського району.

## Населення
Згідно з переписом УРСР 1989 року чисельність наявного населення села становила 317 осіб, з яких 121 чоловік та 196 жінок.
За переписом населення України 2001 року в селі мешкали 233 особи.

### Мова
Розподіл населення за рідною мовою за даними перепису 2001 року:
| Мова       | Відсоток |
| ---------- | -------- |
| українська | 99,14 %  |
| російська  | 0,86 %   |